# Kostel svatého Františka z Assisi (Chodov)
Kostel svatého Františka z Assisi na Chodově je římskokatolický farní kostel na pražském Chodově v ulici Na Sádce. 

## Historie
Budova kostela dokončeného roku 1938 byla zpočátku zamýšlena jako provizorní – vznikl dostavěním věže, nové střechy a sakristie k původní budově jatek.
Mobiliář je částečně dílem místního rodáka J. Konvičky. Kostel nejprve dostal darem starý obecní zvon, v roce 1942 mu však byl odebrán pro válečné účely. V roce 1948 získal kostel nové dva zvony, které jsou dílem R. Manouška z České u Brna. Jeho čelní stěnu zdobí freska akademického malíře Karla Solaříka.
Při stavbě sídliště Jižní Město (koncem 60. let 20. století) měl být kostel zbořen a nahrazen novou stavbou u stanice metra Opatov. Věřícím se jej ale podařilo před likvidací uchránit.
V 90. letech byly kostelu z kapacitních důvodů přistavěny nové zákristie, dvě klubovny a předsíň se zpovědnicí. Moderní přístavba je při pohledu od východu jasně patrná.
Kostel náleží spolu s Komunitním centrem Matky Terezy do farnosti Chodov.

## Fotogalerie

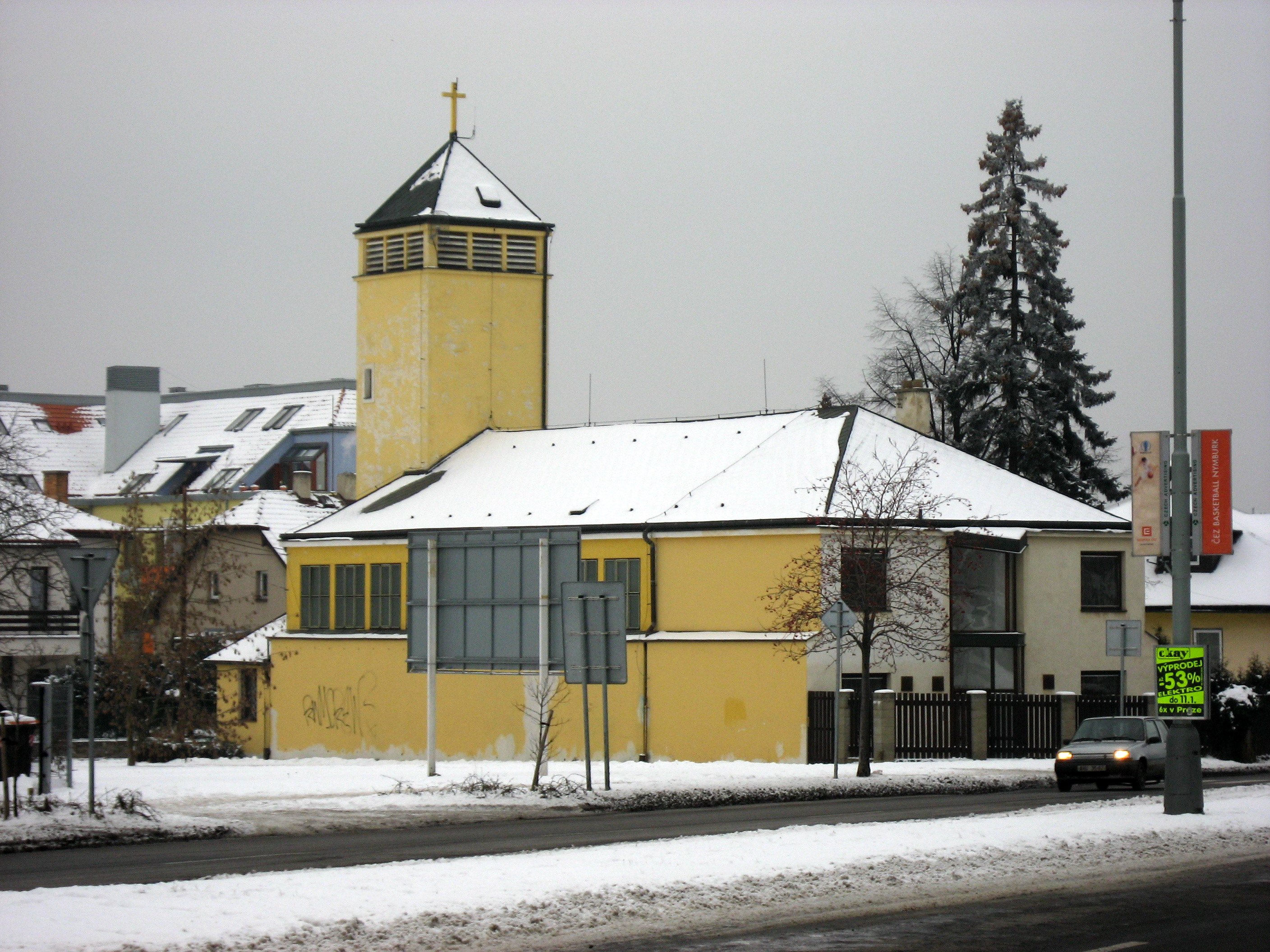
Kostel v zimě
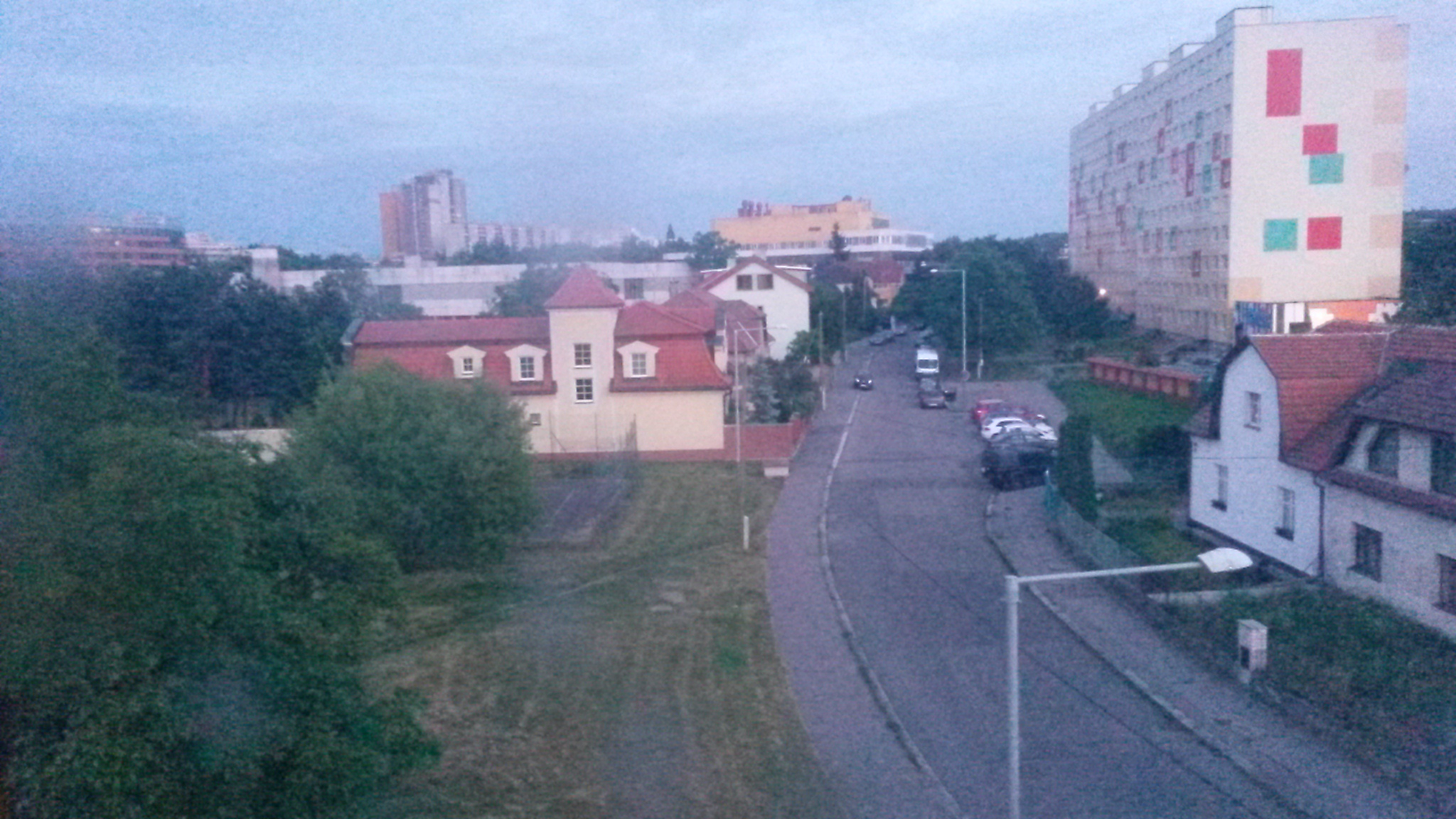
Pohled z věže na ulici Na sádce
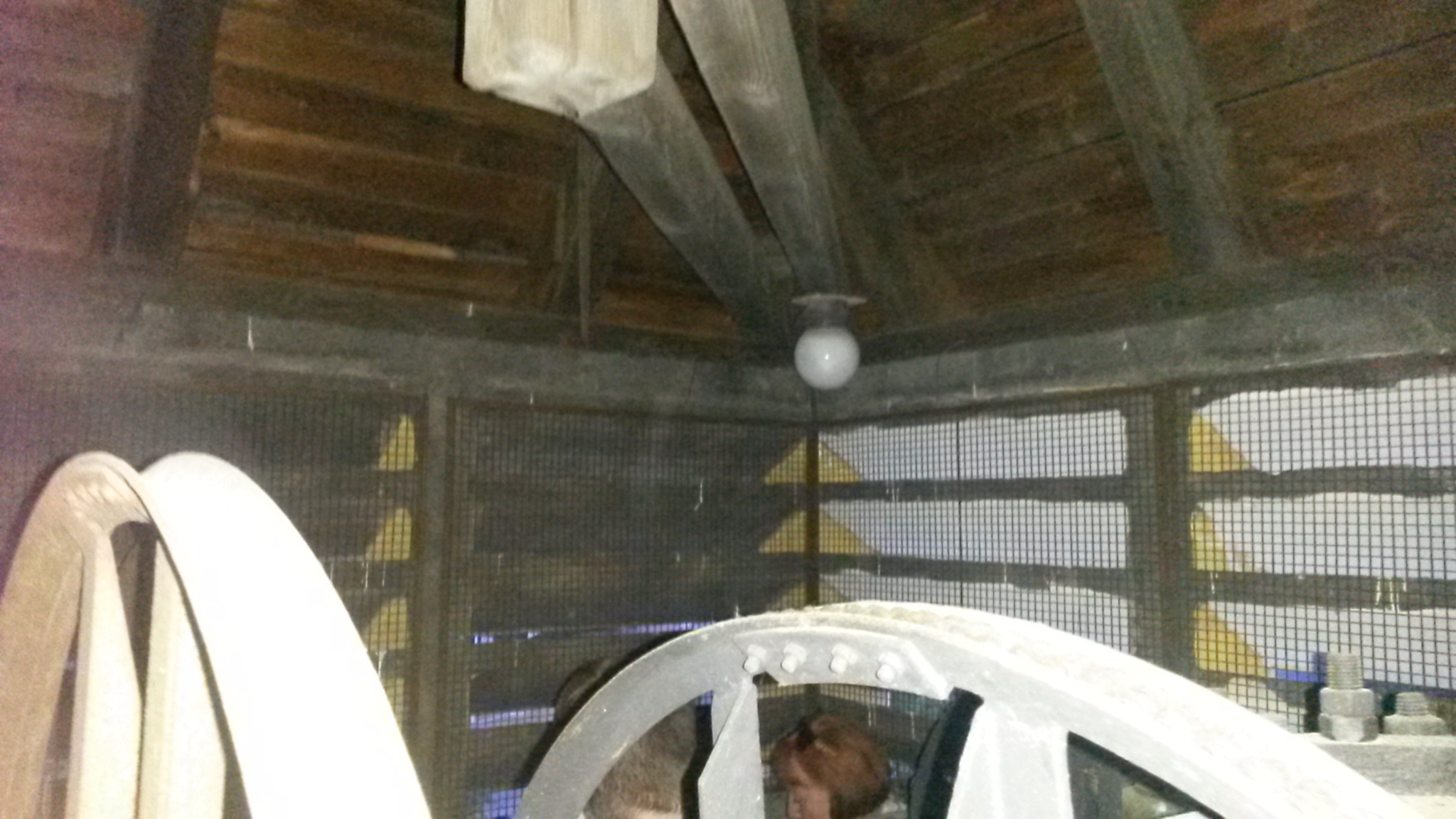
Věž kostela
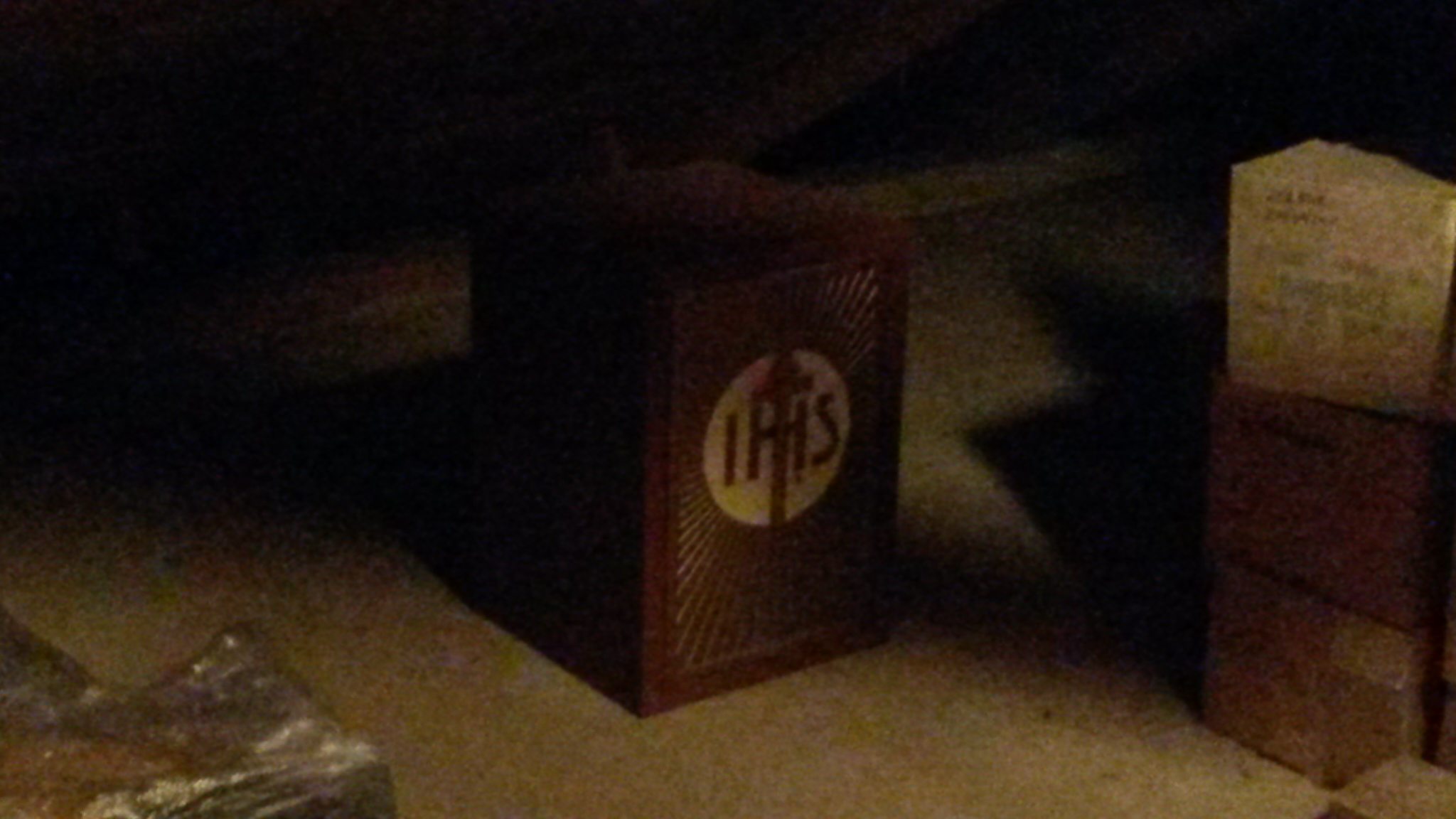
Starý svatostánek se nyní nachází na půdě kostela
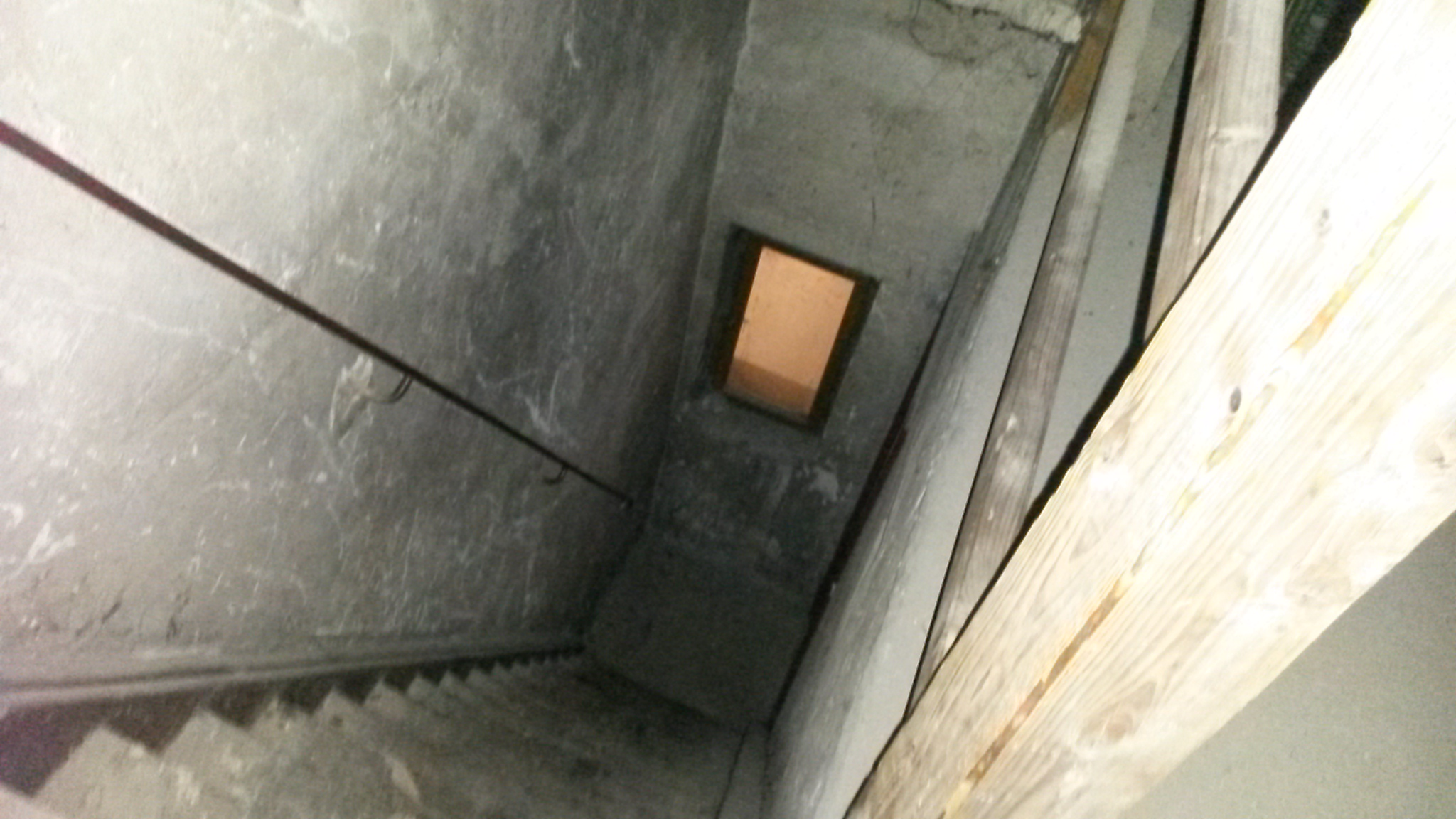
Vstup na půdu kostela
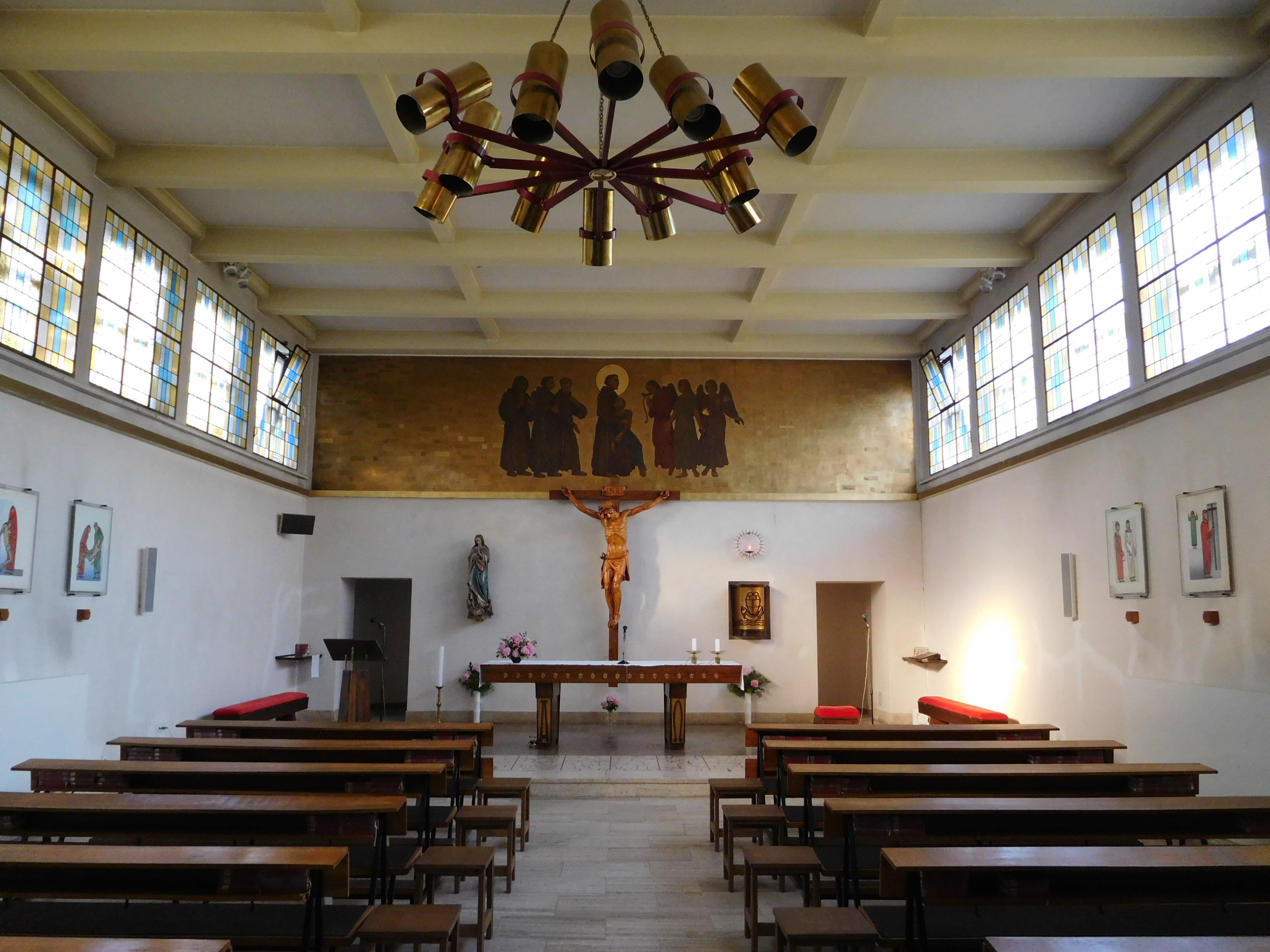
Interiér